# 完者帖木儿 (淇阳王)
完者帖木儿（?—?），元朝大臣，蒙古族许兀慎氏。博爾忽的六世孙，淇阳王月赤察儿之孙，马剌之子。
元文宗朝，完者帖木儿任怯薛官。元顺帝至元元年（1335年），和右丞相伯颜捕杀左丞相唐其势和他的同党。袭淇阳王爵，封御史大夫，加太傅。十月，被监察御史所弹劾，因为完者帖木儿为逆臣也先铁木儿之侄，不宜主中台，被夺爵，流放到广海安置。